# Dowris Latchet
Das Dowris Latchet (Inventarnummer des Britischen Museums: BM 1854,0714.97) ist eine bronzene, mit Email-Auftrag verzierte Schließe aus dem 6. oder 7. Jahrhundert, vermutlich ein Kleidverschluss.
Der Gegenstand wurde 1850 nordwestlich von Doorosheath (Dowris, irisch Dúros) im County Offaly in Irland gefunden.
1854 wurde das Stück vom Britischen Museum in London erworben. Es wurde wiederholt auch außerhalb des Britischen Museums bei Ausstellungen über die Kelten gezeigt, beispielsweise 1998 in Tokio oder 2016 im National Museum of Scotland in Edinborough.

## Beschreibung
Die Schließe besteht aus einer größeren Scheibe, die an einem z-förmigen, zwei Schlitze bildenden Mittelteil befestigt ist. Sie setzt sich auf der anderen Seite schlangenförmig in einem Haken fort, dessen Ende als kleine Scheibe ausgebildet ist.
Die Fläche des Gegenstands ist auf der Vorderseite rot emailliert mit eingearbeiteten Spiralen.
Er könnte paarweise getragen worden sein. Es gibt im Britischen Museum ähnlich geformte Exemplare, die noch ihre federähnlichen Drahtwendel besitzen. Diese könnten durch die Kleidung geschoben, oder aufgenäht worden sein. Bei der Schließe handelt es sich um den Endpunkt einer Entwicklung, bei der der schlangenförmig gebogene Teil zwar noch erkennbar ist, aber zu einem kompakten Mittelstück mit zwei Löchern verschmolzen ist.
Diese Form von Bronzeschließen aus dem 6. oder 7. Jahrhundert kommt nur in Irland vor.

## Weiterführende Literatur
- Reginald A. Smith: Irish serpentine latchets. In: Proceedings of the Society of Antiquaries of London. Series 2, Band XXX[5], 1917/1918, S. 120–131, speziell S. 129–130.